# Alfred Mansfeld (Architekt)
Alfred (Al) Mansfeld (hebräisch אלפרד (אל) מנספלד ); (* 2. März 1912 in Sankt Petersburg; † 15. März 2004 in Haifa) war ein israelischer Architekt.

## Leben

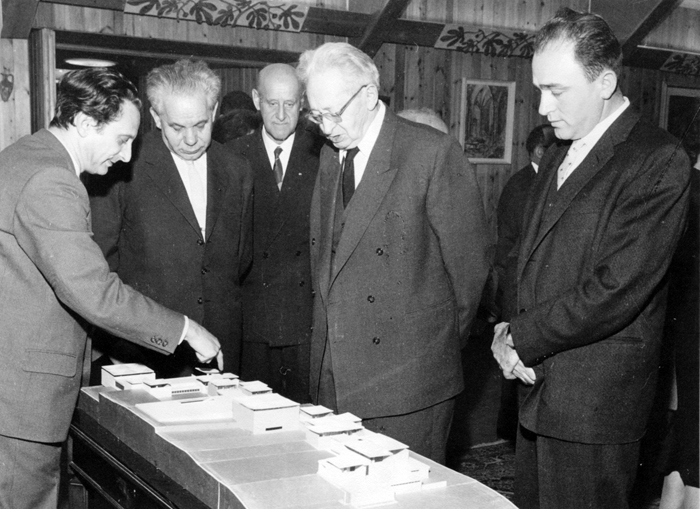
Alfred Mansfeld präsentiert den Politikern Jizchak Ben Zwi und Mordechai Isch Schalom sein Modell für das Israel Museum

Der im zaristischen Russland geborene Alfred Mansfeld kam nach dem dortigen Umsturz mit seiner Familie nach Berlin. Hier begann er 1931 nach dem Schulabschluss ein Studium der Architektur an der Technischen Hochschule.
Doch wegen seiner jüdischen Herkunft verließ er 1933 mit dem Beginn der Nazi-Herrschaft Deutschland und führte an der Architektur-Spezial-Schule in Paris sein Studium fort. Einer seiner Hochschullehrer, Auguste Perret, beeinflusste ihn in der Verwendung von Beton für größere Bauwerke. Nach dem erfolgreichen Abschluss des Studiums im Jahr 1935 emigrierte Alfred Mansfeld in das Britische Mandatsgebiet von Palästina.
Im Jahr 1936 wurde Mansfeld Mitarbeiter an der Levant Fair in Tel Aviv und er gründete in Haifa mit Munio Weinraub ein eigenes Architekturbüro. Die Partnerschaft mit Weinraub endete 1959 mit dessen Tod, dafür fand Alfred Mansfeld mit dem Architekten Chaim Kehat einen neuen Partner. Die Projektarbeit des Teams ging weiter.
Die Stadtverwaltung von Haifa berief ihn 1948 zum Leiter des Staatlichen Planungsamtes für die Region.
Im Jahr 1949 erhielt Mansfeld einen Lehrstuhl an der Fakultät des israelischen Instituts für Technologie (IIT). Bereits 1954 stieg er zum Dekan der Fakultät auf und behielt diese Funktion bis 1956. Danach unterrichtete er weiter am IIT und arbeitete in seinem eigenen Büro, nun Mansfeld-Kehat Architects in Haifa tatkräftig mit. Sein Sohn Michael, inzwischen selbst Architekt, trat als Juniorpartner ebenfalls in dieses Büro ein. Die Architekten konnten weiterhin größere Projekte realisieren, darunter vor allem die Innengestaltung des Israel-Museums.
Alfred Mansfeld starb 2004 in seinem eigenen, von ihm gebauten Haus im Ortsteil Zentral-Carmel, Haifa.

## Werke (Auswahl)

### 1936 bis Kriegsende 1945
- 1936: Teilnahme am Wettbewerb um eine Platzgestaltung in Nataniya, Siegerentwurf; wurde allerdings nicht ausgeführt[3]
- 1938: Synagoge in Kiryat Bialik[3]
- 1938: Haus Feitelberg für einen Privatmann, Kfar Shmaryahu[3]
- 1944: Schule in Afula[3]
- 1944–1947: Kühlanlagenkomplex der Palestine Cold Storage & Supply Co. Ltd.  in Tel Aviv[3]

### 1945 bis 2004
- in den späten 1940er Jahren: Verwaltungsgebäude der Schiffskompanie Zim in Haifa[1][5]
- 1951: Wilfrid-Israel-Museum in Ha-Soreʿa
- ab 1953: Gebäude in der Gedenkstätte Yad Vashem, Jerusalem
- 1955/1956: Masterplan und erste Gebäude für ein Krankenhaus in Nahariya, später erweitert zum Galilee Medical Center
- 1955–1975: Innengestaltung von fünf Handels- und Kreuzfahrtschiffen des Unternehmens Zim Integrated Shipping Services (Zim), zusammen mit Dora Gad
- 1957, Juli: Abraham Mazer Building (später Feldman Building) auf dem Givat Ram-Campus der Jerusalemer Hebräischen Universität[6]
- 1959 Tikotin-Museum für Japanische Kunst in Haifa[1][2]
- um 1960 Erweiterungs- und Umbauten für das Karmelitenkloster Stella Maris in der Umgebung von Haifa[1]
- 1965: Innengestaltung des Israel Museums, in Zusammenarbeit mit Dora Gad[1][2]
- 1974: Haifa Auditorium[1][2][7]

## Auszeichnungen
- 1966: Al Messel erhielt zusammen mit Dora Gad den Israel-Preis für Architektur vor allem für die Gestaltung des Israel-Museums.[8]
- 1969: Gold Medaille für Ausländische Architekten vom Bund Deutscher Architekten (BDA)[2]
- 1971: Mitglied der Berliner Kunstakademie[2]
- 1976: Rechter Prize für die Planungsarbeiten des Stella Maris-Klosters
- 1983: Ehrenmitglied der Pariser Akademie der Künste[2]
- 2001: Ehrenerwähnung der Architekten Association[2]